# Purealus
Pureálus — рід жуків родини Довгоносики (Curculionidae).

## Зовнішній вигляд
Єдиний описаний вид цього роду має довжину тіла у межах 7,8—9,4  мм.
Основні ознаки роду:
- головотрубка посередині з поздовжнім, нечітко окресленим здуттям;
- надкрила закруглені на плечах;
- основа непарних (3-го, 5-го, 7-го і 9-го) інтервалів між борозенками надкрил підвищені, причому в різному ступені, особливо сильно підвищена основа 9-го інтервалу.

Детальний опис зовнішньої будови дивись.

## Спосіб життя
Майже невідомий, ймовірно, він типовий для Cleonini. Жуків знаходили на поверхні ґрунту в холодну пору року (жовтень — березень). Не виключено, що вони активні узимку.

## Географічне поширення
Усі дев'ять відомих екземплярів виду знайдені на заході США, в штатах Техас і Нью-Мехіко.

## Класифікація
Описано один вид роду — Purealus beckelorum Anderson, 2018